# Club Social y Deportivo General Roca
O Club Social y Deportivo General Roca, também conhecido como Deportivo Roca, é um clube esportivo argentino da cidade de General Roca, na província de Río Negro. Foi fundado em 1 de setembro de 1974, suas cores são o laranja (predominante) e o azul (detalhes).
Entre as muitas atividades esportivas praticadas no clube, a principal é o futebol, onde atualmente sua equipe masculina participa do Torneo Federal A, a terceira divisão do futebol argentino para as equipes indiretamente afiliadas à Associação do Futebol Argentino (AFA), sendo representante da Liga Deportiva Confluencia (Cipolletti) ante o Conselho Federal do Futebol Argentino (CFFA).[carece de fontes?] Além do futebol, o outro esporte bastante praticado no clube é o basquete.

## História

### Origem
O Club Deportivo Roca surgiu em 1974 como fruto da fusão de três instituições: Italia Unida, clube Río Negro e Tiro Federal. O Italia Unida cedeu ao novo clube o seu estádio, que tinha sido adquirido em 1951. Já o estádio do Tiro acabou sendo demolido.

## Estádio

### Estádio de futebol
Seu estádio de futebol é o Luís Maiolino, localizado na cidade de General Roca (assim como a sede do clube), com capacidade aproximada para 10.000 torcedores. A praça esportiva teve uma renovação em 1978. Leva o nome de Luis Maiolino, em honra a um ex-dirigente do clube Italia Unidos.

## Títulos

### Futebol
| PROVINCIAIS / REGIONAIS | PROVINCIAIS / REGIONAIS    | PROVINCIAIS / REGIONAIS | PROVINCIAIS / REGIONAIS                                                     |
| Divisão                 | Competição                 | Títulos                 | Temporadas                                                                  |
| ----------------------- | -------------------------- | ----------------------- | --------------------------------------------------------------------------- |
| Primeira Divisão        | Liga Deportiva Confluencia | 13                      | 1976, 1977, 1978, 1980 (2), 1981, 1986, 1995, 1999, 2000, 2002, 2003, 2007. |